# Scheldeprijs 1997
De 85e editie van de Scheldeprijs werd gereden op 23 april 1997 over een afstand van 202 kilometer. In totaal verschenen 189 renners aan de start van de 85ste editie. In de finale kwam Ludo Dierckxsens alleen voorop. Hij werd in de laatste ronde ingelopen, waarna Erik Zabel de massasprint won vóór Johan Museeuw. Zabel was de tweede Duitse winnaar na Didi Thurau in 1978.

## Uitslag
| Scheldeprijs 1997 |                   |                       |            |
| Plaats            | Naam              | Ploeg                 | Tijd       |
| Winnaar           | Erik Zabel        | Team Deutsche Telekom | 4u 30' 00" |
| 2                 | Johan Museeuw     | Mapei-GB              | z.t.       |
| 3                 | Andrei Tchmil     | Lotto-Mobistar        | z.t.       |
| 4                 | Danny Daelman     | Palmans-Lystex        | z.t.       |
| 5                 | Jeroen Blijlevens | TVM-Farm Frites       | z.t.       |
| 6                 | Jaan Kirsipuu     | Casino                | z.t.       |
| 7                 | Andreas Klier     | Team Nürnberger       | z.t.       |
| 8                 | Aart Vierhouten   | Rabobank              | z.t.       |
| 9                 | Mario Traversoni  | Mercatone Uno-Wega    | z.t.       |
| 10                | Lars Michaelsen   | TVM-Farm Frites       | z.t.       |